# La Ila
La Villa (Duits: Stern / Ladin: La Ila) is een plaats (frazione) in de Italiaanse gemeente Badia.

## Geboren
- Maria Canins (1949), Italiaans langlaufster en wielrenster